# Sašo Avsenik
Sašo Avsenik, slovenski harmonikar, * 11. junij 1991
Vodi Ansambel Saša Avsenika in v njem igra klavirsko harmoniko. Svoj ansambel, ki predstavlja tretjo generacijo Avsenikov in je postal uradni nadaljevalec Avsenikove glasbe, je ustanovil leta 2008.

## Zasebno
Rodil se je kot najstarejši v družini petih otrok. Je vnuk Slavka Avsenika in nečak Slavka Avsenika mlajšega. Tudi njegov oče Grega je imel svoj Ansambel Grega Avsenika. Njegova mlajša sestra Monika Avsenik, sicer članica zbora Perpetuum Jazzile, se uveljavlja tudi v solo pevski karieri.
Leta 2024 so mu diagnosticirali redko nevrološko bolezen fokalno distonijo.
Poročen je s Stašo Avsenik, hčerjo Smiljana Greifa, glasbenika in televizijskega voditelja. Imata tri hčere, Vido (*2018), Živo (*2020), tretja hči pa se je rodila aprila 2025.